# Hải Sơn, Hải Hậu
Hải Sơn là một xã thuộc huyện Hải Hậu, tỉnh Nam Định, Việt Nam.

## Địa lý
Xã Hải Sơn có vị trí địa lý:
- Phía đông giáp thị trấn Cồn và xã Hải Tân
- Phía tây giáp xã Hải Đường và xã Hải Phú
- Phía nam giáp xã Hải Cường
- Phía bắc giáp xã Hải Long.

Xã Hải Sơn có diện tích 7,49 km², dân số năm 2022 là 9.099 người, mật độ dân số đạt 1.214 người/km².
Khí hậu: Hải Sơn có bốn mùa rõ rệt mùa xuân với cây trái đâm chồi nảy lộc, những con sông xanh mát, những đồng lúa xanh non mơn mởn, những rạng mía, rạng cau, những cây bàng non xanh lá, những cây sanh nảy lộc. Mùa hè với khí hậu nóng oi ả song khi về đây mọi người có thể đi chơi những bờ biển gần như Thịnh Long cách 29 km, Quất Lâm 15 km, Văn Lý 7 km, Hải Đông 10 km. Mùa thu với khí hậu trong lành mát mẻ, với những đồng lúa vàng và những cánh diều sáo lưng chừng trời tại xóm 4, xóm 3. Mùa đông với cái rét căm căm và không khí chuẩn bị đón chào năm mới.

## Kinh tế
Kinh tế Hải Sơn chủ yếu là nền kinh tế nông nghiệp. Nền nông nghiệp được kết hợp với tư duy mới của những người trí thức đã tạo ra những thành phần kinh tế hiệu quả cao như: Gạo tám thơm, gạo nếp cái hoa vàng tại các nơi. Trồng mía voi, mình tinh tại các xóm 5, 10, 11. Trồng quất cảnh tại xóm 5,2. Trồng sanh bonsai tại xóm 5, 7, 8, 9. Trồng lan tại các xóm 5, 8, 9. Trồng màu tại các xóm 11, 10. Ngoài ra có hai trang trại hộ tư nhân theo mô hình châu Âu tại xóm 1, 5.

## Văn hóa
Đa số người dân là dân tộc Kinh, Ngoài ra còn một số dân tộc khác do người dân lập gia đình.
Tôn giáo: Hải Sơn có ba nhóm tôn giáo chính. Những người theo Phật giáo tại các xóm 1, 2, 3, 4, 5, 6, 7, 8, 9, 10, 11. Những người theo thiên chúa giáo tại các xóm 5, 9, 10. Còn lại một số người không theo tôn giáo nào.
Lễ hội: Hội chùa Nam Anh tháng 3 âm lịch, tại chùa Nam Anh xóm 1 và Lễ Noel 25/12 tại nhà thờ Nam Phương xóm 9.
Danh lam thắng cảnh: Hải Sơn có một số địa điểm tham quan như: chùa Nam Anh tại xóm 1, nhà thờ Nam Phương xóm 9, nhà thờ Trái Tim Tân Thành xóm 5, nhà thờ xóm 10, đền Nam Bình xóm 11. Ngoài ra có thể tham quan các nhà vườn với nhiều cây cảnh đẹp tại các xóm 5, 7, 8,...

## Giao thông
Hải Sơn có hệ thống mang đậm màu sắc giao thông nông thôn với một đường trục nhựa chạy theo chiều bắc nam kéo dài từ xóm 1 tới xóm 7 kết nối Hải Sơn với hai xã gần kề là Hải Long và Hải Cường. Ngoài ra theo chiều Đông Tây còn có đường nhựa kéo dài từ biển Văn Lý tới bến đò Cau chạy qua hai xóm 10, 11. Ngoài ra các đường còn lại chạy theo chiều đông tây kết nối với các gia đình tại các xóm thôn xa xôi nhất tạo nên hệ thống giao thông nông thôn sạch sẽ và quy củ.
Hệ thống sông ngòi tại Hải Sơn cũng khá dày và quy củ. Hầu như xóm làng được bao quanh bởi những dòng sông nhỏ.